# Monti Doupov
I Monti Doupov (in ceco Doupovské hory, in tedesco Duppauer Gebirge) sono un gruppo montuoso nel nord-ovest della Repubblica Ceca.
Hanno un'altezza compresa tra i 275 ed i 934 m s.l.m. e raggiungono la massima elevazione con lo Hradiště (934 m s.l.m.).
L'area dal 1953 ha un utilizzo militare ed oggi è usata dalle forze della NATO.